# Lemon Grove, Kalifornien
Lemon Grove är en stad (city) i San Diego County, i delstaten Kalifornien, USA. Enligt United States Census Bureau har staden en folkmängd på 25 694 invånare (2011) och en landarea på 10 km².